# Typ XVII
Typ XVII byla třída pobřežních diesel-elektrických ponorek německé Kriegsmarine z období druhé světové války. Sloužila k otestování pohonného systému s Walterovou turbínou, který sliboval dosažení velmi vysokých výkonů při plavbě pod hladinou. Ponorky typu XVII tak měly pomoci zvrátit druhou bitvu o Atlantik. V letech 1943–1945 bylo dokončeno sedm z 28 objednaných ponorek. Do boje nezasáhla žádná. Přes své slibné výkony ponorky doplatily na nevyzrálou a extrémně složitou konstrukci pohonu. Kriegsmarine proto upřednostnila vyzrálejší „elektrobooty“ typů XXI a XXIII. Dokončené ponorky na konci války potopily jejich posádky. Po jedné ponorce typu XVIIB vyzvedli Američané a Britové za účelem testování. Britské námořnictvo vyzvednutou ponorku U 1407 provozovalo jako HMS Meteorite.

## Stavba
Na přelomu let 1942 a 1943 se Spojencům podařilo získat převahu v druhé bitvě o Atlantik. Stalo se tak mimo jiné díky znalosti německých šifrovacích kódů, sílícímu letectvu a eskortám konvojů i novým zbraním a vybavení (radary, Hedgehog aj.). Naopak německá Kriegsmarine utrpěla vážné ztráty a potápět spojeneckou tonáž pro ni bylo stále náročnější. Proti sílícímu soupeři již byly výkony dosavadních německých ponorek typu VII a typu IX nedostatečné. Německé naděje se upínaly k vývoji nové generace ponorek, které se měly vyznačovat především vyšší rychlostí a dosahem při plavbě pod hladinou.
Ponorky typu XVII sloužily k ověření vojenského využití pohonného systému s uzavřeným okruhem Helmutha Waltera, který byl nezávislý na přístupu atmosférického vzduchu. Jím vybavená experimentální ponorka V80 pod hladinou dosáhla rychlosti až 26 uzlů, což dalece přesahovalo výkony tehdejších konvenčních ponorek (například nejrozšířenější německá druhoválečná ponorka Typu VIIC pod hladinou dosahoval rychlosti 7,6 uzlu). Námořnictvo objednalo druhou experimentální ponorku V300 (jinak též U 791), která měla při výtlaku 600 tun pod hladinou dosahovat rychlosti 19 uzlů. Tato ponorka nesplňovala představy Helmutha Waltera o rychlé ponorce a nebyla dokončena. Dne 3. ledna 1942 Walter v Paříži navštívil kontradmirála Karla Dönitze a získal jeho podporu pro stavbu menších ponorek, avšak s rychlostí 26 uzlů.
Nejprve byly v létě 1942 objednány čtyři ponorky typu XVIIA. Stavba byla zadána dvěma německým loděnicím, přičemž každá navrhla mírně odlišnou konstrukci. Loděnice Blohm & Voss v Hamburku v letech 1942–1944 postavila dva čluny označené Wa201 (U 792, U 793). Na jejich vývoji se podílel i Helmuth Walter. Loděnice Germaniawerft v Kielu v letech 1943–1944 postavila dva čluny označené Wk202 (U 794, U 795).
Všechny čtyři čluny byly v letech 1944–1945 využity ke zkouškám, přičemž verze Wa201 byla považována za vydařenější. V březnu 1944 proběhla zkušební plavba U 794, které se účastnily admirálové Karl Dönitz, Hans-Georg von Friedeburg, Otto Backenköhler, Otto Thedsen a Eberhard Godt. Ponorka tehdy dosáhla rychlosti 22 uzlů a při pozdějších zkouškách až 25 uzlů. Ponorky se však potýkaly s poruchami Walterových turbín způsobenými nevyzrálostí a extrémní složitostí tohoto pohonu. Závadami trpěly zejména ponorky U 793 a U 795. Ze čtyř ponorek typu XVIIA Kriegsmarine převzala pouze U 794 a používala ji k výcviku posádek v přístavu Hel.
Na základě ponorek verze Wa201 byly loděnicí Blohm & Voss vyvinuty vylepšené ponorky typu XVIIB. Byly větší a vybavené schnorchelem. Oproti svým předchůdcům nesly jen jednu Walterovu turbínu. Celkem byla 4. ledna 1943 objednána stavba dvanácti člunů této verze (U 1405 až U 1416), ale ještě před zahájením stavby byla omezena na prvních šest ponorek (U 1405 až U 1410). Zatímco ponorky U 1405 až U 1407 byly dokončeny v letech 1944–1945, druhou trojici se do konce války dokončit nepodařilo.
U loděnice Germaniawerft bylo 4. ledna 1943 objednáno dvanáct člunů typu XVIIG (U 1081 až U 1092). Rozestavěny byly první dva, ale jejich stavba byla zrušena na podzim 1943.
Poslední verze projektu XVII nesla označení typ XVIIK. Její stavbou byla pověřena loděnice Germaniawerft. Jako jediné neměly nést Walterovu turbínu. Jejich diesely měly pracovat i při plavbě pod hladinou díky kyslíku skladovanému na palubě ve speciálních nádržích. Také v tomto případě byla stavba zrušena a dokončen nebyl ani jeden člun.
Ze všech objednaných ponorek všech verzí typu XVII bylo dokončeno pouze prvních sedm člunů. Mezitím se ukázalo, že jejich pohonný systém je příliš nevyzrálý a složitý pro praktické využití. Navíc byly závislé na nedostatkovém palivu (perhydrol). Námořnictvo se proto zaměřilo na stavbu „elektrobootů“ typů XXI a XXIII, u nichž bylo zlepšených výkonů pod hladinou dosaženo především několikanásobným zvětšením kapacity akumulátorů.
Jednotky typu XXVII:
| Jméno  | Verze             | Loděnice      | Založení kýlu | Spuštěna         | Vstup do služby | Osud |
| ------ | ----------------- | ------------- | ------------- | ---------------- | --------------- | --- |
| U 792  | Typ XVIIA (Wa201) | Blohm & Voss  | prosinec 1942 | 28. září 1943    | listopad 1943   | Dne 4. května 1945 v Kielském průplavu potopena vlastní posádkou.                                                                                |
| U 793  | Typ XVIIA (Wa201) | Blohm & Voss  | prosinec 1942 | 4. března 1944   | duben 1944      | Dne 4. května 1945 v Kielském průplavu potopena vlastní posádkou.                                                                                |
| U 794  | Typ XVIIA (Wk202) | Germaniawerft | únor 1943     | 7. října 1943    | listopad 1943   | Dne 5. května 1945 poblíž Geltingu potopena vlastní posádkou.                                                                                    |
| U 795  | Typ XVIIA (Wk202) | Germaniawerft | únor 1943     | 21. března 1944  | duben 1944      | Dne 3. května 1945 v Kielu potopena vlastní posádkou.                                                                                            |
| U 1405 | Typ XVIIB         | Blohm & Voss  | říjen 1943    | 1. prosince 1944 | prosinec 1944   | Dne 5. května 1945 v Eckernförde potopena vlastní posádkou.                                                                                      |
| U 1406 | Typ XVIIB         | Blohm & Voss  | říjen 1943    | 2. ledna 1945    | únor 1945       | Dne 7. května 1945 v Cuxhavenu potopena vlastní posádkou. Vyzvednuta a předána USA. Sešrotována 1948.                                            |
| U 1407 | Typ XVIIB         | Blohm & Voss  | listopad 1943 | únor 1945        | březen 1945     | Dne 7. května 1945 v Cuxhavenu potopena vlastní posádkou. Vyzvednuta a předána Velké Británii. Provozována jako HMS Meteorite. Sešrotována 1949. |
| U 1408 | Typ XVIIB         | Blohm & Voss  | říjen 1943    | –                | –               | Dne 30. března 1945 rozestavěná ponorka poškozena. Stavba zrušena.                                                                               |
| U 1409 | Typ XVIIB         | Blohm & Voss  | prosinec 1943 | –                | –               | Dne 30. března 1945 rozestavěná ponorka poškozena. Stavba zrušena.                                                                               |
| U 1410 | Typ XVIIB         | Blohm & Voss  | prosinec 1943 | –                | –               | Stavba zrušena v březnu 1944. |
| U 1081 | Typ XVIIG         | Germaniawerft | 1943          | –                | –               | Stavba zrušena na podzim 1943. |
| U 1082 | Typ XVIIG         | Germaniawerft | 1943          | –                | –               | Stavba zrušena na podzim 1943. |

## Konstrukce

### Typ XVIIA (Wa201)

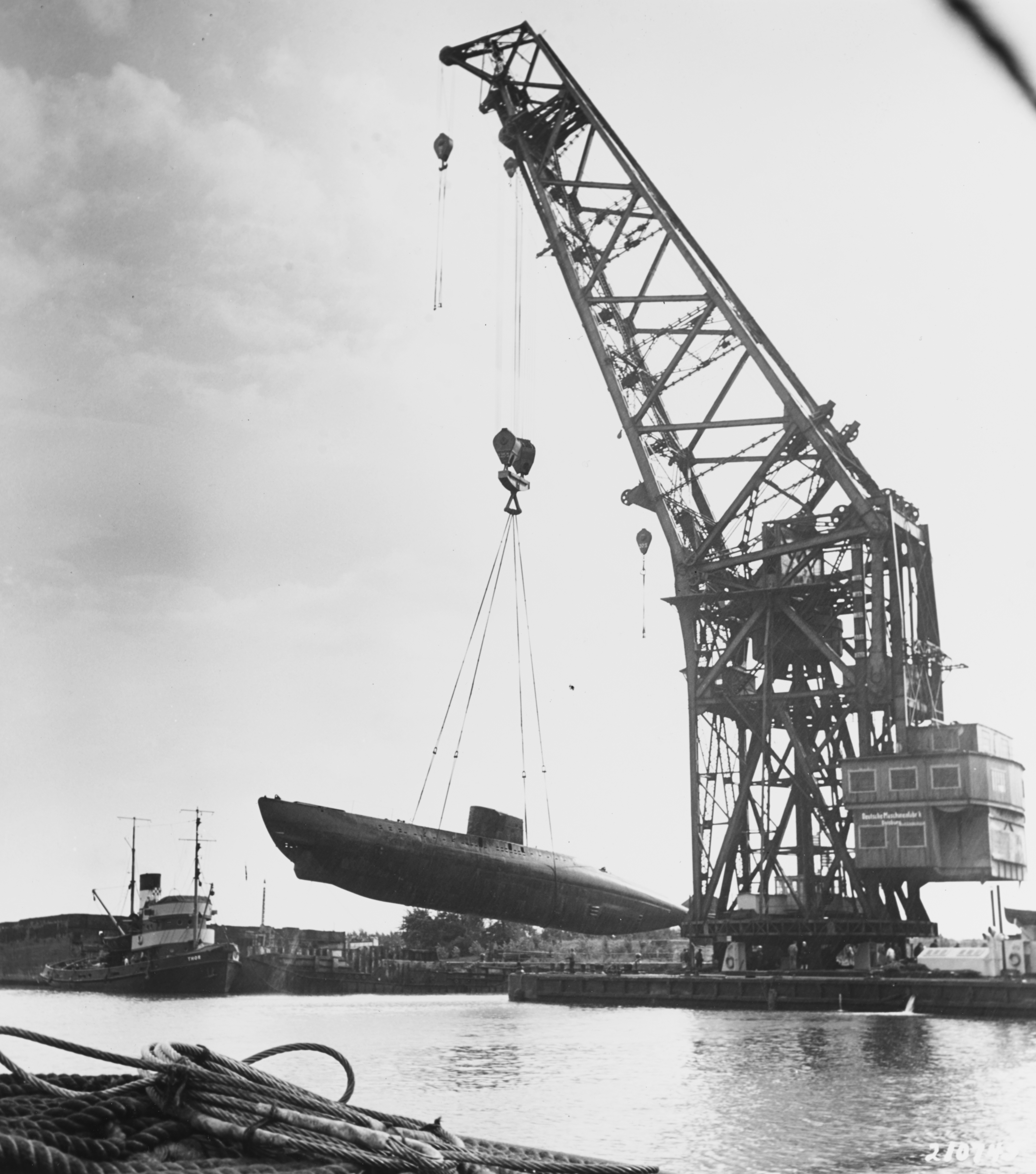
Ponorka typu XVIIB

Ponorky byly vybaveny radarem FuMO 30, hydrofony GHG a Balkon-Gerät a dále elektronickými systémy FuMB 3 Bali a FuMB 6 Palau. Vyzbrojeny byly dvěma 533mm torpédomety se zásobou čtyř torpéd. Pohonný systém tvořil jeden diesel Deutz o výkonu 230 hp, dvě turbíny Germaniawerft-Walter o výkonu 5000 hp, pohánějící jeden lodní šroub. Doplňoval je jeden pomocný elektromotor AEG o výkonu 77 hp. Nejvyšší rychlost dosahovala devět uzlů na hladině a 25 uzlů pod hladinou při využití Walterova pohonu. Při plavbě pod hladinou s pomocným elektromotorem rychlost dosahovala pět uzlů. Dosah byl 2910 námořních mil při rychlosti na hladině rychlostí 8,5 uzlu a 127 námořních mil při plavbě pod hladinou rychlostí dvacet uzlů. Při využití pomocného elektromotoru byl dosah padesát námořních mil při rychlosti dvou uzlů. Operační hloubka ponoru byla osmdesát metrů.